# Courcelles-sur-Nied
Courcelles-sur-Nied település Franciaországban, Moselle megyében. Lakosainak száma 1188 fő (2022. január 1.). Courcelles-sur-Nied Laquenexy, Mécleuves, Sanry-sur-Nied és Sorbey községekkel határos.

## Népesség
A település népességének változása:
| Lakosok száma | 340  | 868  | 824  | 930  | 1178 | 1206 | 1190 | 1172 | 1169 | 1188 |
|               | 1968 | 1982 | 1990 | 2006 | 2013 | 2015 | 2017 | 2019 | 2020 | 2022 |